# سمور سیبری
سمور سیبری (نام علمی: Martes zibellina) یکی از انواع سمور است که در جنگل‌های شمال شرق اسیا به ویژه سیبری، شرق قزاقستان، شمال مغولستان و چین، شبه‌جزیره کره و جزیره هوکایدو زندگی می‌کند و در گذشته در بخش اروپایی روسیه و اسکاندیناوی و لهستان نیز سکونت داشت.
این سمور به طور تاریخی به صورت گسترده‌ای برای پوست آن شکار می‌شده که کالایی تجملی محسوب می‌شود و اکنون نیز در برخی کشورهای به ویژه روسیه برای پوست آن پرورش داده می‌شود. شکار سمورهای وحشی هنوز هم در روسیه رایج است اما بیشتر پوست‌هایی که در بازار عرضه می‌شود از سمورهای پرورشی حاصل شده‌است.
سمور سیبری ۳۵ تا ۵۶ سانتیمتر طول دارد. دم آن ۷ تا ۱۲ سانتیمتر است. وزنش از کمتر از یک کیلو تا نزدیک به دو کیلو متغیر است و نرها کمی بزرگتر از ماده‌ها هستند.